# Choc chinois
Le choc chinois (ou choc commercial chinois) est une expression formulée en 2016 pour décrire l'impact que la hausse des exportations chinoises aura eu sur l'emploi manufacturier aux États-Unis et en Europe après l'adhésion de la Chine à l'Organisation mondiale du commerce en 2001,.
Ce choc commercial a coûté selon les études près de 550 000 emplois nets aux États-Unis (expliquant environ 16 % du déclin total de l'emploi industriel dans le pays entre 2000 et 2007), de 1,8 à 2,0 millions, voire jusqu'à 2,4 millions de postes. Des pertes d’emplois dans le secteur manufacturier ont également été observées en Norvège, en Espagne et en Allemagne. D'autres études ont montré qu'il y avait « un chômage plus élevé, une participation plus faible au marché du travail et des salaires réduits sur les marchés du travail locaux » dans les régions américaines où les industries étaient en concurrence avec les industries chinoises.
Une revue bibliographique de 2023 a cependant conclu que le commerce entre les États-Unis et la Chine depuis le début des années 2000 a entraîné des gains nets de bien-être dans les deux pays; qu'il y aura eu des gagnants comme des perdants ; et que ce n’était pas la principale cause du déclin de l’emploi industriel américain.
Le choc commercial chinois concernant les biens de consommation s’est en grande partie terminé en 2006, tout en indiquant que pour les biens d’équipement, les effets des importations chinoises aux États-Unis se sont poursuivis jusqu’en 2012 et se poursuivent dans quelques catégories de produits spécifiques.

## Contexte
En 1991, la Chine ne représentait que 1 % des importations totales des États-Unis. Les innovations dans les technologies de communication et des transports dans les années 1990 ont permis aux entreprises de délocaliser plus facilement leur production vers des pays à bas salaires comme la Chine. L'adhésion de celle-ci à l'OMC signifiait qu'elle devait libéraliser son économie et réduire l'ingérence de l'État, ce qui a renforcé la compétitivité des exportateurs chinois.
La Chine bénéficiant déjà du statut de « nation la plus favorisée » (NPF) depuis les années 1980 en Europe et aux États-Unis, l’adhésion à l’OMC n’a pas entraîné de baisse des barrières commerciales à proprement parler. Le statut NPF de la Chine étant toutefois soumis à l'approbation annuelle du Congrès, des recherches suggèrent que l’incertitude qui en découlait aurait jusque là découragé les relations commerciales entre la Chine et les États-Unis.
Les économistes David Autor, David Dorn et Gordon H. Hanson, qui ont crédité pour avoir été les premiers à conceptualiser ce Choc chinois ont toutefois soutenu le Partenariat transpacifique. Autor, Dorn et Hanson affirment que l'adoption du TPP « favoriserait le commerce des services à forte intensité de connaissances dans lesquels les entreprises américaines exercent un fort avantage comparatif » et feraient pression sur la Chine pour qu'elle élève les règles et normes réglementaires au niveau de celles des autres pays membres du TPP. A contrario « tuer le TPP ne ferait pas grand-chose » pour ramener l'industrie manufacturière aux États-Unis.

## Impact economique
Même si certains marchés aux États-Unis ont subi des impacts négatifs sur le bien-être et le travail, le consensus était que l'augmentation des échanges commerciaux aura entraîné des gains nets en matière d’emploi et de bien-être au cours de la période 1991-2011,,. Ces affirmations ont été contestées par David Autor et ses co-auteurs, qui affirment qu'« au niveau national, l'emploi a chuté dans les industries américaines les plus exposées à la concurrence des importations, comme prévu, mais les gains d'emploi dans d'autres industries tardent à se matérialiser. »  Une étude de 2023 a révélé que l’augmentation de la richesse en Chine résultant de la libéralisation du commerce a stimulé le secteur américain de l’enseignement supérieur, car davantage de familles chinoises ont envoyé leurs enfants étudier dans des universités américaines, se révèlant prêtes à payer des frais de scolarité pourtant élevés.

## Impact politique
Ce choc chinois a été associé à de multiples reprises à une montée du populisme et à une réaction violente contre la mondialisation. Les régions britanniques les plus exposées à la concurrence des importations chinoises se sont révélées plus susceptibles de voter en faveur du Brexit lors du référendum de 2016,,. On a également observé une corrélation avec une vision plus négative des minorités de la part des populations ayant subi ce choc commercial, en particulier parmi les Américains blancs et masculins.
Le choc chinois aurait également contribué à l'augmentation de la polarisation politique observée aux États-Unis depuis plusieurs années, allant jusqu'à la victoire de Donald Trump à l'élection présidentielle de 2016 : « Une étude contrefactuelle d'États très contestés suggère que le Michigan, le Wisconsin et la Pennsylvanie auraient élu le candidat démocrate au lieu du candidat républicain si, ceteris paribus, la croissance de la pénétration des importations chinoises avait été inférieure de 50 pour cent à la croissance réelle observée au cours de la période d'analyse. Le candidat démocrate aurait également obtenu la majorité au collège électoral dans ce scénario contrefactuel. ».
En Italie, une forte hausse du soutien à la Ligue du Nord dans les années 2010 a été observée dans les localités où les usines textiles étaient évincées du marché par leurs concurrents chinois.

## Impact social
Un lien entre l’exposition à la concurrence des importations chinoises et une augmentation des taux d’obtention de diplômes d’études secondaires aux États-Unis a été établi en 2016. Cela pourrait être dû à une baisse des salaires et des opportunités d’emploi pour les personnes non qualifiées dans les régions en concurrence avec la Chine.
Selon deux études, les pertes d’emplois liées au commerce contribuent à un plus grand nombre d’enrôlements militaires aux États-Unis,.

## Voir également
- Économie de la République populaire de Chine

## Lectures complémentaires
- Caliendo, Lorenzo; Parro, Fernando (2023). « Leçons des relations commerciales entre les États-Unis et la Chine ». Revue annuelle de l'économie . 15 (1)